# Воленшвіль
Воленшвіль (нім. Wohlenschwil) — громада  в Швейцарії в кантоні Ааргау, округ Баден.

## Географія
Громада розташована на відстані близько 80 км на північний схід від Берна, 17 км на схід від Аарау.
Воленшвіль має площу 4,4 км², з яких на 16,5% дозволяється будівництво (житлове та будівництво доріг), 45,9% використовуються в сільськогосподарських цілях, 34,8% зайнято лісами, 2,7% не є продуктивними (річки, льодовики або гори).

## Демографія
2019 року в громаді мешкало 1603 особи (+12,4% порівняно з 2010 роком), іноземців було 18,5%. Густота населення становила 365 осіб/км².
За віковим діапазоном населення розподілялося таким чином: 22,3% — особи молодші 20 років, 60,9% — особи у віці 20—64 років, 16,8% — особи у віці 65 років та старші. Було 655 помешкань (у середньому 2,4 особи в помешканні).
Із загальної кількості 331 працюючого 57 було зайнятих в первинному секторі, 66 — в обробній промисловості, 208 — в галузі послуг.